# زبان خوب
زبان خوب (به اسپرانتو: La bona lingvo) عنوان اثری معروف از پروفسور کلود پیرون، اسپرانتیست نابغهٔ سوئیسی است. این کتاب علمی ۱۰۹-صفحه‌ای نخستین بار توسط انتشاراتی بین‌المللی پرو اسپرانتو (به اسپرانتو: Pro Esperanto) در سال ۱۹۸۹ در وین منتشر شد. چاپ دوم این اثر در سال ۱۹۹۷ توسط موزهٔ بین‌المللی اسپرانتو، واقع در کتاب‌خانهٔ ملی اطریش در سال ۱۹۹۷ انتشار یافت. چاپ بعدی آن نیز در سال ۲۰۱۵ به‌مناسبت همایش اجتماعی جهانی (به اسپرانتو: Monda Asembleo Socia) انجام گردید.

## موضوع کتاب
مطمئناً زبان خوب به‌نظر اسپرانتودانان، زبان بین‌المللی اسپرانتو است، اما معیارهای زبان‌شناختی برای تشخیص خوبی زبان چیست؟ در این کتاب، پیرون به توصیف این معیارها از دیدگاه خود می‌پردازد.
پروفسور پیرون در این اثر خود به ابعاد گوناگون زبان نگاه می‌کند و به‌ویژه به بیان ترجیح خود در مورد به‌کارگیری آگاهانه از فرصت‌های موجود در زبان اسپرانتو برای واژه‌سازی می‌پردازد، و این‌که این زبان فراساخته همانند زبان‌های طبیعی دچار ازدیاد ریشه‌کلمات بسیار زیاد نگردد، و زبانی خوب باقی بماند.
پیرون به توصیف ابعاد علمی و اجتماعی زبان اسپراتو می‌پردازد و این تز را مطرح می‌سازد که این زبان منطقی با سادگی و آزادی بیشتری قادر به بیان مفاهیم گوناگون است چراکه ساختار آن همانند اصول بنیادی ذهن انسان می‌باشد. به‌ویژه، و مهم‌تر از همه، در زمینهٔ تعمیم‌پذیری قواعد دستوری و اشکال گرامری (تشبیه) آن.
در بحث‌برانگیزترین بخش این کتاب، مؤلف به مذمت وارد ساختن ریشه‌های جدید (تحت عنوان نوآوری یا نوگویه (به اسپرانتو: Neologismo)) پرداخته و در مورد بهره‌گیری بی‌دلیل از واژگان بیگانه در اسپرانتو اخطار می‌دهد. وی به‌خصوص علیه اسپرانتودانان فرانسوی که گرایش فراوانی به واردساختن کلمات به‌ظاهر دقیق و روشن‌فکرانهٔ فرانسوی به زبان اسپرانتو دارند، دست به انتقاد زده و خواستار بهره‌گیری حداکثری از پتانسیل فراوان زبان اسپرانتو برای فراساختن واژگان بسیار با واژه‌بخش‌های اندک می‌شود.
پیرون مثال‌های فراوانی را می‌آورد تا نشان دهد که حتی پیچیده‌ترین احساسات انسانی را نیز می‌توان از همین طریق در زبان اسپرانتو با دقت و زیبائی تمام بیان نمود. وی معتقد است که تقریباً همان تعداد ریشه-کلماتی که دکتر زامنهوف، سازندهٔ زبان اسپرانتو، پیشنهاد داده است، برای بیان اکثریت قاطع مفاهیم موجود در جهان ما کافی است.
این کتاب نه تنها به مطرح ساختن معیارهای زبان‌شناختی زبان خوب می‌پردازد، بلکه نگاهی عمیق‌تر نیز به روشی که اسپرانتودانان قادر به ایجاد واژگان جدید در این زبان مشترک جهانی هستند، می‌اندازد.
گفتنی است که که به‌خاطر اتمام چاپ‌های نخستین این کتاب، و به‌مناسبت برگزاری همایش اجتماعی جهانی در سال ۲۰۱۵، زبان خوب با مقدمه‌ای از پروفسور رناتو کورستی، پرزیدنت اسبق سازمان جهانی اسپرانتو، منتشر گردید .

## ایجاد گروهی اینترنتی براساس این کتاب
این اثر پروفسور پیرون سبب ایجاد گروهی اینترنتی با نام همین کتاب شد که توسط خانم آنا لوونشتاین انگلیسی و پروفسور رناتو کورستی ایتالیائی آغاز گردید و گاهی تحت عنوان زبان‌خوب‌گرائی (به اسپرانتو: bonalingvismo) نیز نامیده می‌شود.
هدف این گروه به‌کارگیری اصول مطرح‌شده توسط پیرون برای واژه‌سازی غیراروپائی و حفاظت هرچه بیشتر از بنیاد اسپرانتو - به‌ویژه در مورد ساخت کلمات در زبان اسپرانتو - است.
این گروه اینترنتی در واقع گروه فشاری است در سایت‌ها و صفحات اینترنت که با انتشار سخن‌رانی‌ها، مقالات و نظرات زبان‌شناختی، به انتقاد از پیو، بزرگ‌ترین فرهنگ لغات زبان اسپرانتو، و دیگر واژه‌نامه‌های اسپرانتو، و هم‌چنین برخی از شاعران و نویسندگان گوناگون اسپرانتو، می‌پردازد.
اعضای این گروه در وب‌گاه اختصاصی خود در گروه‌های گوگل (la-bona-lingvo) مشغول تکمیل فهرستی از نوواژگان واردشده به زبان اسپرانتو و کلمات مترادف آن‌ها که به‌راحتی از طریق به‌کارگیری قابلیت‌های فراوان اسپرانتو برای واژه‌سازی، قابل ساختن هستند، می‌باشد.

## آثار نگاشته‌شده در ارتباط این کتاب
- ۱۹۹۰: Ŝulco, Rikardo. Pirono Klaŭdjo and the bad language. Paderborno: Esperanto-Centre 1990, 27 p. (critical essay from viewpoint of the Analytical School).
- 1990: Ragnarsson, Baldur. Review in: Esperanto (UEA) 1990/2 (1010), p. 32
- 1990: Farjon de Lagatinerie, J. -F. Review in: Esperanto (UEA) 1990/2 (1010), p. 34
- 1990: Maron, Meva. Review in La Gazeto (The Newspaper) No. 28 (30th April 1990), p. ۱۱–۱۲
- 1990: Goodheir, Albert. Review in Esperanto in Scotland 1990, n-ro 151, p. ۲۵–۲۷
- 1990: Farjon de Lagatinerie, J. -F. Review in: Esperanto aktuell (GEA), 1990/2, p. ۱۷–۲۲.